# T-26
O T-26 foi um tanque de combate soviético que era utilizado para apoiar infantaria, inspirado no modelo britânico Vickers ("Vickers 6 - Ton" - 6 toneladas). O Vickers foi um dos tanques mais bem sucedidos dos anos 30, sendo fonte de inspiração para o exército vermelho. A primeira versão do T-26, era armada com duas torretes - assim como o Vickers - e sofreu muitas alterações nos modelos produzidos entre 1931 e 1941. Foi o tanque mais numeroso do exército vermelho até a invasão germânica, na operação Barbarossa.

## Variantes
- T-26 modelo 1931 - Torretas gêmeas com metralhadoras.
- T-26 modelo 1932 - Versão de torretas gêmeas com arma de 37mm em uma das torretas e uma metralhadora na outra. Usado para liderar batalhões.
- T-26TU - Versão de comando com rádio.
- T-26 modelo 1933 - Torrete única com canhão de 45mm. Versão com maior número de variantes
- T-26 modelo 1938 - Nova torreta semi-cônica com blindagem inclinada. Construção soldada.
- T-26 modelo 1939 (T-26S) - Torreta semi-cônica, blindagem incrementada com inclinação em todos os lados; Construção soldada.
- T-26A tanque de suporta à artilharia - Torreta alargada com canhão de 76.2mm howitzer Modelo 27/32. O Chassi foi sobrecarregado e poucas unidades foram construídas.
- OT-26 - lança-chamas, usando uma simples torreta MG-type.
- OT-130 - Lança-chamas variante do modelo 1933; usando canhão de 45mm, mas sem armamento secundário.
- OT-133 - Lança-chamas variante do modelo 1939, sem canhão.
- OT-134 - Lança-chamas variante do modelo 1939, com canhão de 45 mm.
- TT-26 - Um tanque teleguiado de combate ("teletank" ou "tele-tanque")
- SU-5-1 - "Canhão-automático". 76.2mm (poucas unidades produzidas).
- SU-5-2 - "Canhão-automático".  122mm howitzer (poucas unidades produzidas).
- SU-5-3 - "Canhão-automático".  152.4mm morteiro (poucas unidades produzidas).
- TN (Tank Nabludatel, "Tanque de observação") - versões experimentais de observação do T-26-T, com cinco homens e rádio.
- T-26-T - Trator de artilharia armada cujo chassi serviu de base para os modelos do T-26.

## História de combate
As primeiras ações se dão contra as forças japonesas na Manchúria entre 1934 e 1935. Durante a Guerra Civil Espanhola (1936-39), os republicanos espanhóis receberam 281 tanques T-26 (modelo 1933). Esta foi de longe a mais importante experiência de combate antes da Segunda Guerra Mundial para as tropas e especialmente para as divisões blindadas da União Soviética. Os tanques T-26 republicanos tiveram como oponentes nacionalistas os tanques alemães (Panzer I) e italianos CV-33 - com armamento composto apenas por uma metralhadora (no CV-33) e duas no Panzer I, o que fazia do T-26 um alvo difícil. Dotados com canhões de 37 ou 45 mm os T-26 facilmente destruíam os tanques nacionalistas. Porém não com o mesmo sucesso faziam frente aos Antitanque, além do Coquetel Molotov, pois sua blindagem era de apenas 16 mm na área frontal. As tropas nacionalistas chegaram a oferecer 500 pesetas da época por cada T-26 capturado, era um tanque que realmente causava medo aos nacionalistas. Os modelos capturados durante e depois da guerra, assim como aconteceu com outros tanques (BT-7) e aeronaves (Tupolev SB, Polikarpov I-15, Polikarpov I-16), permaneceram em serviço após muitos anos na Espanha, sendo retirados, assim como as aeronaves, foram retirados em 1953. Os T-26 mostraram-se os tanques leves mais bem armados da década de 1930, porém sendo vulneráveis as minas e aos canhões antitanque. A experiência na Guerra Civil Espanhola levou ao desenvolvimento dos T-34 soviéticos, que se tornariam mais tarde um dos tanques mais bem sucedidos da Segunda Guerra Mundial. Na Guerra de Inverno ambos os lados utilizaram esse modelo, mas com o detalhe de que os tanques finlandeses eram Vickers 6-Ton tipo exportação com canhão antitanque Bofors de 37 mm, além do canhão de apoio a infantaria Puteaux SA 18, o mesmo canhão usado no Renault FT-17. E assim como na Espanha mostraram-se inadequados contra os antitanques e coquetéis molotov, dezenas foram capturados e utilizado até muito depois do fim da guerra, até 1961. Quando ocorreu a invasão germânica à União Soviética, na Operação Barbarossa, os T-26 eram os tanques em maior número no Exército Vermelho. A maior parte deles, entretanto, estava em condições deploráveis e impossibilitados de combater, muitos caíram em mãos inimigas simplesmente porque não puderam ser retirados, por causa de problemas mecânicos, e muitos foram "canibalizados", ou seja, tiveram partes úteis retiradas para reparar outros tanques. Já se mostrava obsoleto, apesar de conseguir combater com igualdade tanques como o Panzer II, Panzer 35(t), Panzer 38(t) e Panzer III. A maior parte das perdas de T-26 foi por causa de ataques aéreos e artilharia inimiga. Começaram a ser retirados em 1942, quando a produção começou se recuperar, novos tanques, como o T-34 e o KV-1, além dos tanques britânicos enviados para ajudar os russos (Matilda II, Tanque Churchill) e do programa de arrendamento Lend-Lease americano (M3 Lee e M4 Sherman. Mesmo assim viram a Batalha de Moscou1941-42, Batalha de Stalingrado e Batalha do Cáucaso 1942-43, sendo que alguns foram operados na região de Leningrado até 1944. Suas últimas batalhas foram a Operação Tempestade de Agosto contra os japoneses em agosto de 1945, onde tinham superioridade de números e podiam enfrentar o Type 95 Ha-Go e Type 97 Chi-Ha em igualdade.

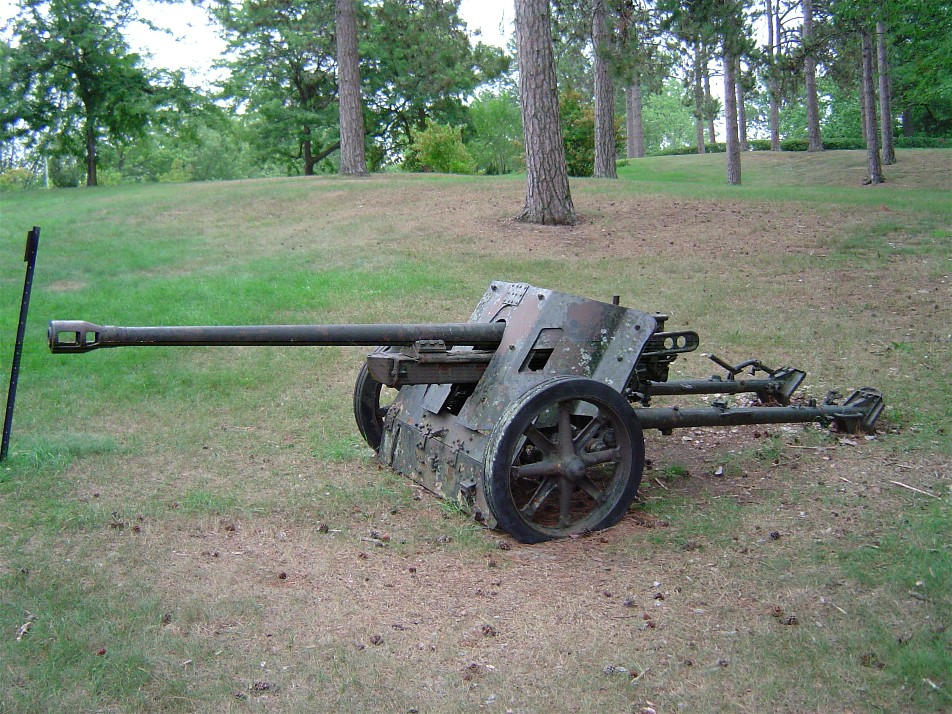
Exemplo de um canhão antitanque - PaK 38 de 50 mm, alemão

.